# Nikołaj Chrienkow
Nikołaj Chrienkow j. ros. Николай Николаевич Хренков (ur. 15 lipca 1984 w Żeleznogorsku, zm. 2 czerwca 2014 tamże) – rosyjski bobsleista, olimpijczyk, dwukrotny srebrny medalista mistrzostw Europy.
W 2011 r., zajął drugie miejsce w czwórce na Mistrzostwach Europy w Winterbergu w Niemczech
, a w 2012 r., był natomiast srebrnym medalistą Mistrzostw Europy w Altenbergu, w Niemczech. Podczas Zimowych Igrzysk Olimpijskich w Soczi, w 2014 r., startując w czwórce uplasował się na 15. pozycji. Zginął w wypadku samochodowym na trasie Krasnojarsk-Żeleznogorsk.
Karierę sportową zaczynał od lekkoatletyki – uprawiał wieloboje, reprezentował Rosję w pucharze Europy w wielobojach (18. lokata w 2005 roku) oraz meczach międzypaństwowych młodzieżowców.